# أرييل بيهار
أرييل بيهار (بالإسبانية: Ariel Behar) مواليد 12 نوفمبر 1989 في مونتفيدو، هو لاعب كرة مضرب أوروغوياني. أعلى ترتيب له في تصنيف رابطة محترفي كرة المضرب في الفردي كان المركز الـ 823 في سنة 2014. أعلى تصنيف له في الزوجي كان المركز الـ 142 في سنة 2016.

## الحياة الشخصية
لعب بيهار التنس لأول مرة في سن 3 سنوات وبدأ اللعب بجدية في سن العاشرة. خلال نشأته، كان معجباً بروجر فيدرير وأندريه أغاسي. وهو من عائلة يهودية لكنه ”ليس من كبار المعجبين“ بالدين.

## وصلات خارجية
- أرييل بيهار على موقع رابطة محترفي التنس (الإنجليزية)
- أرييل بيهار على موقع الاتحاد الدولي لكرة المضرب (الإنجليزية)
- أرييل بيهار على موقع كأس ديفيز (الإنجليزية)
- أرييل بيهار على موقع خلاصة التنس.كوم (الإنجليزية)
- أرييل بيهار على موقع إي إس بي إن.كوم (الإنجليزية)